# Eigen Makelij
Eigen Makelij is een muzieklabel uit Antwerpen dat gespecialiseerd is in Vlaamse hiphop.

## Geschiedenis
Eigen Makelij werd opgericht in 2008. Tot de eerste artiesten bij het label behoorden onder meer 2000Wat en NAG. 
Het label bracht in 2010 het eerste album uit van Tourist LeMC, dat in 2013 werd heruitgebracht door Top Notch. Ook Safi & Spreej brachten hun eerste mixtapes uit via Eigen Makelij, maar hun eerste volledige album werd eveneens door het Nederlands Top Notch uitgebracht, omdat dit label betere distributiekanalen heeft.
In 2012 en 2013 won Eigen Makelij de Vlaamse Rap Award voor het beste label.

## Artiesten
- Cloos
- Pasi
- Safi
- Hakim
- Rupelsoldaten (Mill2Mill, Chief, Reflexo & Six M)
- Scottie
- Porto
- Pepe
- Saalk
- Tiewai
- Rakke